# P.S. 我愛你
《P.S.我愛你》（英語：P.S. I Love You）是一部由理查德·拉格文斯執導的2007年美國劇情片。劇本是由理查德·拉格文斯和史蒂芬·羅傑斯根據2004年西西莉雅·艾亨的同名小說改編。故事敘述居住在曼哈頓下东城的女子荷莉經歷丈夫蓋瑞腦癌病逝的打擊後，經由蓋瑞生前遺留的遺信走出喪偶陰霾的旅程。
本片在影評家和觀眾之間的反應有所落差，影評家普遍批評希拉里·斯旺克的表現，但在票房成績收穫亮眼表現。

## 劇情
荷莉和蓋瑞是一對住在曼哈頓下东城的夫妻。他們彼此相愛，也偶爾吵架。某年冬天，蓋瑞突然死於腦瘤，荷莉才意識到自己如此深愛著蓋瑞，和過去的吵架是多麼無謂。
悲痛欲絕的荷莉自我封閉，不與家人和朋友往來。直到荷莉的30歲生日，他們決定督促這位年輕寡婦面對未來。他們群聚到荷莉所住的公寓，他們送給荷莉一個生日蛋糕，並交給荷莉一封由蓋瑞所寫的信，信的結尾帶有「PS：我愛你」。
信是蓋瑞死前就寫好的，每當季節變換，就有一封新的信寄給荷莉，每封信中都有蓋瑞為荷莉所做的一項安排，目的是幫助荷莉走出傷痛。荷莉的母親認為蓋瑞的信使將荷莉綑綁在過往，但遵照安排的荷莉卻慢慢踏上新的旅程。
之後，荷莉與好友按照指示到蓋瑞在愛爾蘭的故鄉遊玩，並照指示和朋友到了當地的酒吧，好友鼓勵荷莉向演唱歌手威廉搭訕，歌手威廉演唱了當年蓋瑞獻給荷莉的定情曲，；第二天荷莉與好友划船遇難，前來救援的正是昨晚的威廉，兩人上床之後聊天，談到要去拜訪蓋瑞的父母，荷莉才知道威廉是蓋瑞的幼時好友，當年蓋瑞對荷莉唱情歌時他也在場，而昨晚唱同樣的歌也是蓋瑞安排的。
次日，荷莉造訪蓋瑞的老家，和蓋瑞父母解開當年反對兩人結婚的心結；蓋瑞母親交給荷莉一封他預留的信，荷莉回想起兩人第一次相遇的種種。
回到美國後的荷莉更加失落自閉，最後想起蓋瑞的話，學習設計女鞋，並漸漸走出悲傷；一日和母親長談後，才知道所有的信是蓋瑞拜託母親寄的，母女決定再去愛爾蘭旅遊一次，荷莉也真正走上她自己新的旅程。

## 演員
- 希拉里·斯旺克 - 荷莉·賴利-甘迺迪（Holly Reilly-Kennedy）
- 傑拉德·巴特勒 – 蓋瑞·甘迺迪（Gerry Kennedy）
- 丽莎·库卓 – 丹妮絲·軒尼斯（Denise Hennessey）
- 吉娜·葛森（英语：Gina Gershon） – 莎朗·麥卡錫（Sharon McCarthy）
- 詹姆斯·馬斯特斯 – 約翰·麥卡錫（John McCarthy）
- 凱西·貝茲 – 派翠西亞·賴利（Patricia Reilly），荷莉的母親
- 小亨利·康尼克 – 丹尼爾·康奈利（Daniel Connelly），向荷莉求婚被拒絕
- 杰弗里·迪恩·摩根– 威廉·加拉格爾（William Gallagher）
- 娜麗·麥凱（英语：Nellie McKay） – 席亞拉·賴利（Ciara Reilly），荷莉的姐妹
- 安妮·肯特（Anne Kent） - 蘿絲·甘迺迪（Rose Kennedy），蓋瑞的母親
- 布萊恩·麥格拉斯 （Brian McGrath） -  馬丁·甘迺迪（Martin Kennedy），蓋瑞的父親

## 製作
在與原作者西西莉雅·艾亨討論電影DVD化的獎金分紅後，她同意理查德·拉格文斯將原著小說美國化，以搬上電影螢幕 ，而原書的地點都發生在愛爾蘭。
這部電影在紐約市和爱尔兰共和国的威克洛郡拍攝。

## 原聲帶
電影原聲帶在2007年12月3日發行。

## 各界反應

### 評論
本片的負評大多集中在希拉里·斯旺克的表現上。評論網站爛番茄根據105條專業評論，給予本片的「新鮮度」評比為23%，觀眾投票評分80%； 
另一個評論網站Metacritic給予本片39分。

### 票房
本片初期在北美地區2,454家放映廳上映，第一周排名第6，並收入6,481,221美元。它的最終票房在北美地區為53,695,808 美元，其他地區收入為91,370,273美元，全球總票房為156,835,339美元。

### 榮譽
希拉里·斯旺克在2008年的《愛爾蘭電視電影獎》中，以此片獲得觀眾票選為最佳國際演員。

## 文化影響
- 劇中小亨利·康尼克和希拉里·斯旺克的對話啟發了芮芭·麦克伊泰的靈感，以此在2011年創作了單曲《Somebody's Chelsea（英语：Somebody's Chelsea）》[7]
- 2014年台灣電視劇《16個夏天》的結局，男主角死前寫信和送禮給女主角的橋段，也被批評模仿自本片。[8]

## 另見
- 《情書 (1997年電影)》 （南韓）
- 《情書 (2004年電影)（英语：The Letter (2004 film)）》 （泰國翻拍）
- 2007年电影
- 美国电影
- 2007年美國電影列表

## 外部連結
- AllMovie上《P.S. I Love You》的资料（英文）
- Box Office Mojo上《P.S. I Love You》的資料（英文）
- 互联网电影数据库（IMDb）上《P.S. I Love You》的资料（英文）
- Metacritic上《P.S. I Love You》的資料（英文）
- 爛番茄上《P.S. I Love You》的資料（英文）